# Notholaena
Notholaena is een geslacht met bijna 30 soorten varens uit de lintvarenfamilie (Pteridaceae).
Notholaena-soorten zijn voornamelijk in de Nieuwe Wereld te vinden. Het zijn overwegend lithofyten uit warme, droge en rotsige biotopen. Eén soort, Notholaena marantae, komt ook voor in het zuiden van Europa.

## Naamgeving enetymologie
- Synoniem: Cheilanthes sect. Notholaena (R. Br.) W.C.Shieh (1973), Cosentinia Todaro (1866), Paragymnopteris K. H. Shing (1993 publ. 1994), Paraceterach (F.v. Mueller) Copel. (1947), Grammitis sect. Paraceterach F. Mueller (1866)
- Engels: Cloak Ferns

De botanische naam Notholaena is een samenstelling van Oudgrieks νόθος, nothos (vals) en χλαῖνα, chlaina (mantel), naar de met een pseudo-indusium bedekte sporenhoopjes.

## Kenmerken
Notholaena-soorten zijn kleine litofytische varens met een kruipende of rechtopstaande, meestal vertakte rizoom bezet met lijnvormige tot lancetvormige, zwarte of tweekleurige schubben. De bladen staan in bundels en zijn van enkele cm tot 35 cm lang. De bladsteel is bruin of zwart, rolrond, afgeplat of met een enkele groef, behaard, beschubd of meelachtig bestoven, met een enkele vaatbundel. De bladen zijn eenvormig, lijn- of lancetvormig, ovaal, driehoekig of handvormig, twee- tot viermaal geveerd, lederachtig, aan de onderzijde wit of geel meelachtig bestoven, aan de bovenzijde matgroen gekleurd. De bladslipjes zijn ongesteeld of kort gesteeld, smal ovaal tot driehoekig, meestal smaller dan 4 mm, de randen naar beneden omgekruld.
De sporenhoopjes staan langs de rand van de blaadjes aan de uiteinden van de nerven en worden beschermd door de over de ganse lengte omgekrulde bladranden, zogenaamde pseudo-indusia, die smal en weinig uitgesproken zijn. Er zijn geen echte dekvliesjes. Tussen de sporenhoopjes staan kliertjes die de meelachtige neerslag veroorzaken.
Ook de gametofyten bezitten deze kliertjes, wat uitzonderlijk is voor de Pteridaceae.

## Taxonomie
In de klassieke beschrijving van het geslacht Notholaena was er geen duidelijke afscheiding met de zustergeslachten Cheilanthes en Chrysochosma. Recent zijn er, op basis van biosystematische studies de geslachten Argyrochosma en Astrolepis afgesplitst, en anderzijds een aantal soorten van Notholaena in Cheilanthes opgenomen.
Het geslacht telt in de huidige indeling ongeveer 30 soorten. De typesoort is Notholaena distans

### Soortenlijst
- Notholaena borealisinensis Fraser-Jenkins (1997)
- Notholaena brownii Desv. (1827)
- Notholaena caudata (R. Br.) comb. ined.
- Notholaena chinensis Bak. (1880)
- Notholaena delavayi (Bak.) C. Chr. (1931)
- Notholaena distans R. Br. (1810)
- Notholaena eckloniana Kze. (1836)
- Notholaena fragilis Hook. (1864)
- Notholaena himalaica Fraser-Jenkins (1997)
- Notholaena inaequalis Kze. (1844)
- Notholaena lanceolata Bonap. (1932)
- Notholaena lanuginosa (Desf.) Poiret (1816)
- Notholaena lasiopteris F. Muell. (1853)
- Notholaena leachii Schelpe (1964)
- Notholaena marantae (L.) Desv. (1813)
- Notholaena marlothii Hieron. (1911)
- Notholaena muelleri (Hook.) Copel. (1947)
- Notholaena nitida (R. Br.) comb. ined.
- Notholaena nudiuscula (R. Br.) Desv. (1827)
- Notholaena perlanata Pichi-Serm. (1972) publ. (1973)
- Notholaena persica Bory (1833)
- Notholaena prenticei (Luerss.) Bak. (1891)
- Notholaena pumilio R. Br. (1810)
- Notholaena rawsonii Pappe (1858)
- Notholaena reynoldsii F. Muell. (1874)
- Notholaena sargentii (Christ) Fraser-Jenkins (1997)
- Notholaena subcordata Desv. (1813)
- Notholaena velutina Tardieu & C. Chr. (1938)